# Rúp Xô viết
Rúp (tiếng Nga: рубль) là đơn vị tiền tệ của Liên Xô, được giới thiệu vào năm 1922, thay thế cho rúp Đế quốc Nga. Một rúp được chia thành 100 kopeck (копейка, pl. копейки – kopeyka, kopeyki). Tiền giấy và tiền xu của Liên Xô được sản xuất bởi Xí nghiệp thống nhất Nhà nước Liên bang (hay Goznak) ở Moskva và Leningrad.
Ngoài rúp tiền mặt thông thường, các loại rúp khác cũng được phát hành, chẳng hạn như một số dạng rúp chuyển đổi, rúp có thể chuyển nhượng, rúp thanh toán bù trừ, séc Vneshtorgbank, v.v.; ngoài ra, một số dạng rúp ảo (được gọi là "rúp không dùng tiền mặt", безналичный рубль) đã được sử dụng để hạch toán liên doanh nghiệp và thanh toán quốc tế trong khu vực Comecon.
Năm 1991, sau khi Liên bang Xô viết giải thể, đồng rúp của Liên Xô tiếp tục được sử dụng ở các quốc gia hậu Xô viết, tạo thành một "khu vực đồng rúp", cho đến khi nó được thay thế bằng rúp Nga vào tháng 9 năm 1993.

## Lịch sử
Trước Chiến tranh thế giới thứ nhất, đơn vị tiền tệ đang lưu hành ở Nga là 2,3354 tỷ rúp, bao gồm 1,6304 tỷ rúp tiền giấy, 467,7 triệu rúp tiền vàng, 119,9 triệu rúp tiền xu bạc, 102,9 triệu rúp tiền xu bạc và 18,5 triệu rúp tiền đồng. Ngay sau khi Chiến tranh thế giới thứ nhất bùng nổ, chính phủ Nga hoàng đã hủy bỏ việc đổi tiền giấy lấy vàng và bắt đầu phát hành tiền giấy một cách không hạn chế. Vào đêm trước của Cách mạng tháng Hai năm 1917, bản vị vàng của Nga bị phá sản và tiền giấy đã thay thế hoàn toàn tiền kim loại làm tiền tệ; sức mua của một đồng rúp giấy chỉ tương đương với 26-27 kopeck trước chiến tranh. Từ khi thành lập Chính phủ lâm thời đến hơn tám tháng trước khi Cách mạng Tháng Mười bùng nổ, Chính phủ lâm thời đã đầu tư tiền giấy vào lưu thông nhiều hơn Chính phủ Nga hoàng đã đầu tư trong 32 tháng trong Chiến tranh thế giới thứ nhất. Vào ngày 1 tháng 10 năm 1917, tổng lượng tiền giấy được lưu hành đã lên tới 17,2 tỷ rúp, và những tờ tiền được phát hành thậm chí còn không có số. 1 rúp chỉ tương đương với 6~7 kopeck trước chiến tranh.
Vào ngày 14 tháng 12 năm 1917, theo lệnh của chính phủ Nga Xô viết, công nhân và Hồng quân đã chiếm tất cả các ngân hàng và tổ chức tín dụng ở Petrograd. Cùng ngày, Ủy ban Chấp hành Trung ương toàn Nga đã thông qua Nghị định Quốc hữu hóa Ngân hàng và Nghị định Kiểm tra Két sắt thép của các Ngân hàng. Do tranh luận trong nội bộ đảng Bolshevik rằng "nên xóa bỏ tiền tệ sau thắng lợi của cuộc cách mạng cộng sản và xã hội chủ nghĩa trong thời chiến", trong gần hai năm sau Cách mạng Tháng Mười, chính phủ Liên Xô đã không phát hành tiền tệ mới, nhưng tiếp tục sử dụng Ngân hàng Quốc gia gốc và tiền tệ cũ của các tổ chức tài chính khác. Kết quả là thị trường Nga rơi vào tình trạng lưu thông hỗn hợp nhiều loại tiền tệ. Nhiều loại tiền giấy và kim loại của chính phủ cũ đã được lưu hành ở nhiều nơi khác nhau, và việc đổi hàng được thực hiện ở một số nơi. Mãi đến năm 1919, chính phủ Liên Xô mới phát hành một loại tiền mới (đồng rúp Liên Xô, hay rúp giấy). Thiết kế và in ấn của những tờ tiền này tương đối thô và lộn xộn và đặc điểm khác biệt là "những người vô sản trên thế giới đoàn kết" được in bằng nhiều thứ tiếng.
Ngày 21 tháng 3 năm 1921, Chính sách Kinh tế mới chính thức được ban hành và thực hiện, bãi bỏ chính sách sưu tầm lương thực thặng dư, thực hiện thuế hiện vật, ngừng chế độ phân chia khẩu phần, cho phép kinh doanh hàng hóa. Năm 1922, 1 kopeck trước chiến tranh bằng 100.000 rúp giấy được phát hành vào thời điểm đó, chênh lệch 10 triệu lần. Cải cách tiền tệ là một bộ phận quan trọng của việc thực hiện chính sách kinh tế mới, bước đầu thực hiện chính sách kinh tế mới cũng đã mở ra tình thế cho việc thực hiện cải cách tiền tệ. Năm 1921, Chính phủ Liên Xô thành lập Ngân hàng Nhà nước Nga Xô viết (đổi tên thành Ngân hàng Nhà nước Liên Xô năm 1923), đặt dưới sự quản lý của Ban Tài chính Nhân dân Liên Xô. Khi bắt đầu thành lập Ngân hàng Quốc gia, không có đủ tiền, chỉ có khoảng 3 nghìn tỷ rúp Liên Xô, đã bị mất giá. Chính phủ Xô Viết áp dụng chính sách “bóc lột dân gian” bằng cách tịch thu tài sản của địa chủ, giai cấp tư sản, chính quyền quân sự da trắng Aleksandr Kolchak và giáo hội để làm cơ sở vật chất cho cải cách tiền tệ. Ngày 14 tháng 4 năm 1921, Lenin ra lệnh cho Preobrazhensky, tác giả cuốn sách "Tiền giấy trong thời đại độc tài của giai cấp vô sản", tổ chức thành lập Ủy ban tài chính trực tiếp. Khi Lenin viết nghị quyết cho Ủy ban Tài chính trực thuộc, ông đã thiết kế sơ bộ về tất cả các khía cạnh của cải cách tiền tệ: phải xác định rằng tỷ lệ đánh giá lại tiền tệ không được nhỏ hơn 1: 1.000. Quy định rằng các cải cách sẽ bắt đầu đồng thời ở tất cả các khu vực. Tờ tiền mới được đặt tên là "tiền tệ quốc gia". Các phiếu giảm giá được sử dụng làm tiền giấy mới, biểu tượng quốc gia trên tờ tiền mới cho biết chúng được phát hành bởi Liên bang Nga, dòng chữ "giả mạo phải được điều tra" được giữ lại và ngoại ngữ bị xóa. Ngày 28 tháng 12 năm 1921, Đại hội Xô viết toàn Nga
lần thứ IX đã thông qua "Lệnh đặt câu hỏi về công tác kinh tế", "Chỉ thị Ban tài chính nhân dân giảm thiểu với nỗ lực lớn nhất và tốc độ nhanh nhất, sau đó chấm dứt hoàn toàn việc sử dụng tiền giấy. Việc phát hành và trở lại lưu thông tiền tệ bình thường trên cơ sở bản vị vàng. Việc đánh thuế phải kiên định trong việc thay thế việc phát hành tiền giấy mà không có một chút chậm trễ nào".
Một ấn bản mới của rúp Xô viết được phát hành vào ngày 1 tháng 1 năm 1922, giảm mệnh giá 10.000 lần. Tháng 3 năm 1922, Đại hội lần thứ XI của Đảng Cộng sản Nga (Brazzaville) được tổ chức, “Vấn đề chính sách tài khóa là một trong những chủ đề cực kỳ quan trọng của Đại hội lần thứ XI Đảng Cộng sản Nga (Brazzaville) lúc bấy giờ, cần phải tìm ra Một giải pháp đúng đắn và thiết thực để giúp tổ chức lại và củng cố toàn bộ hệ thống tài khóa của nhà nước Xô Viết, một loạt các cải cách tài khóa phải được thực hiện để ổn định đồng rúp và chuẩn bị một ngân sách nhà nước ổn định. phải xây dựng hệ thống thuế, chấn chỉnh công tác thu, hợp lý hoá nguồn thu thuế, thực hiện chế độ tiết kiệm chặt chẽ, đảm bảo kế hoạch chính xác, kiểm soát thương mại và tăng cường lưu thông hàng hoá." "Nghị quyết về chính sách tài khóa" được Đại hội lần thứ XI của Đảng Cộng sản Nga (Brazzaville) thông qua: "Hợp nhất đồng rúp, Nhiệm vụ ổn định và củng cố hệ thống tiền tệ, đặc biệt nhấn mạnh đến vai trò của Ngân hàng Nhà nước đối với sự phát triển của thương mại quốc doanh và thương mại hợp tác, mục đích của thương mại nội địa là kích thích nông dân và thực hiện chuyển đổi của họ từ nền kinh tế tiêu dùng sang nền kinh tế hàng hóa." "Hiện nay, Đảng Cộng sản Nga đang có Nhiệm vụ cơ bản về kinh tế là lãnh đạo công tác kinh tế của cường quốc Liên Xô; phải tiến hành từ sự tồn tại của thị trường và tính đến các quy luật của thị trường, làm chủ thị trường, thông qua hệ thống và các biện pháp kinh tế được cân nhắc kỹ lưỡng dựa trên những ước tính chính xác về các quá trình của thị trường, để điều tiết thị trường và lưu thông tiền tệ."
Ngày 11 tháng 10 năm 1922, Chính phủ Liên Xô ban hành nghị định cho phép Ngân hàng Nhà nước Liên Xô cấp chứng chỉ Cervin. Theo mô hình bản vị vàng, hàm lượng vàng của giấy chứng nhận Cervin là 7,4234 gam trên một đơn vị, tương đương với 10 rúp vàng trong thời kỳ Sa hoàng, tương đương với phiên bản năm 1923 của tờ tiền là 50.000 rúp. "Chervin" là tên của đồng tiền vàng 10 rúp trong thời Nga cũ. Trái phiếu Ngân hàng Chelvin được phát hành dưới hình thức cho vay ngắn hạn đối với ngành công nghiệp và thương mại. Trái phiếu Ngân hàng Chelvin được đảm bảo bằng 25% vàng, và phần còn lại được đảm bảo bằng các kỳ phiếu ngắn hạn và hàng hóa dễ bán do các công ty cho vay cung cấp. Tỷ giá hối đoái tương ứng đối với ngoại hối. Là một phương tiện lưu thông và thanh toán ổn định, tiền giấy Chervin đáp ứng nhu cầu phục hồi kinh tế của Liên Xô. Kim ngạch kinh tế nhìn chung bắt đầu chuyển từ vàng sang chelvin. Một hệ thống lưu thông song song của hai loại tiền tệ - giấy chelven ổn định và đồng rúp giấy của Liên Xô bị mất giá - đã được hình thành, và tiền tốt, giấy chervin, được sử dụng để "xua đuổi" đồng tiền xấu. Vào tháng 11 năm 1922, Lenin đã trình bày một báo cáo về "Năm năm Cách mạng Nga và những triển vọng của Cách mạng Thế giới" tại Đại hội lần thứ tư của Quốc tế Cộng sản: "Điều thực sự quan trọng là vấn đề ổn định đồng rúp... Nếu chúng ta có thể ổn định đồng rúp trong một thời gian dài, và sau đó ổn định mãi mãi, thì chúng ta sẽ chiến thắng. Không phải là không có gì cả. Phân tích lý thuyết mà được chứng minh bằng thực tiễn. Tôi nghĩ thực tiễn quan trọng hơn tất cả các cuộc tranh luận lý thuyết trên thế giới. Và thực tiễn chứng minh rằng chúng tôi đã đạt được một thành tựu quyết định ở đây, đó là chúng tôi đang bắt đầu thúc đẩy ổn định đồng rúp Nền kinh tế, có ý nghĩa to lớn đối với thương mại, lưu thông tự do hàng hóa, nông dân và một số lượng lớn các nhà sản xuất nhỏ. " Vào đầu năm 1923, tiền giấy Chelvin chỉ chiếm 3% trong tổng số lưu hành tiền tệ ở Liên Xô, và đến tháng 2 năm 1924, tổng số tiền lưu hành trong nước trị giá 350 triệu rúp trên giấy bạc Chelvin đã tăng lên 83,6%.